# Lajos Vákár
Lajos Vákár (n. 8 septembrie 1910, Miercurea Ciuc, Austro-Ungaria – d. 10 septembrie 1993, Miercurea Ciuc, Harghita, România) a fost un jucător și antrenor de hochei pe gheață maghiar și român.
Născut în Miercurea Ciuc (pe atunci în Regatul Ungariei, acum în România), Vákár a fost membru fondator al HSC Csíkszereda în 1929 și și-a petrecut întreaga carieră în club până la pensionarea sa în 1954, cu excepția unei scurte perioade la Telefon Club București (1935-1937), câștigând două titluri românești în 1949 și 1952. A jucat pentru echipa națională a României în anii 1930 și a participat la trei campionate mondiale (1933, 1934, 1935). După ce s-a retras din joc, a ajutat HSC Csíkszereda ca antrenor și consilier.
În ultimii ani ai celui de-al Doilea Război Mondial a luptat pentru Armata Regală Maghiară la granița estică a Regatului Ungariei.
Vákár a murit în 1993. În anul 1999 patinoarul din Miercurea Ciuc a fost redenumit în onoarea sa și de atunci este cunoscut sub numele de Patinoarul Lajos Vákár. Un relief, portretizându-l pe Vákár, se găsește în holul patinoarului. Lucrarea sculptorului Zoltán Sárpátki a fost inaugurată în 2004.